# Reserva Biológica do Córrego do Veado
A Reserva Biológica do Córrego do Veado está localizada no município de Pinheiros, estado de Espírito Santo na região sudeste do Brasil. O bioma predominante é o da Mata Atlântica.